# Tarawa (Schiff, 1976)
Die USS Tarawa (LHA-1) war ein amphibisches Angriffsschiff der United States Navy und Namensgeberin der Tarawa-Klasse. Sie war das zweite nach der Insel Tarawa, einem Ort der Schlacht um die Gilbertinseln, benannte Schiff der US-amerikanischen Marine. Das erste entsprechende Schiff war der Flugzeugträger Tarawa von 1945. Die Tarawa wurde, nachdem das Schiff bereits 2009 außer Dienst gestellt worden war, im Juli 2024 im Rahmen eines Manövers als Zielschiff versenkt.

## Vorgeschichte
Die Kiellegung erfolgte am 15. November 1971 bei Ingalls Shipbuilding in Pascagoula, Mississippi. Am 1. Dezember 1973 erfolgte der Stapellauf. Audrey B. Cushman, die Ehefrau des Commandant of the Marine Corps Robert E. Cushman, taufte die Tarawa. Die Indienststellung des Schiffes erfolgte am 29. Mai 1976. Captain James H. Morris war der erste Kommandant.
Das Schiff verließ Pascagoula am 7. Juli 1976 und setzte Kurs auf den Panamakanal. Es passierte den Kanal am 16. Juli und kam, nach einem Kurzurlaub in Acapulco, Mexiko, am 6. August in San Diego, Kalifornien an. In dem Rest des Jahres 1976 führte die Besatzung der Tarawa Übungen, Versuche und Funktionstests vor der Küste Kaliforniens durch. In der ersten Hälfte des Jahres 1977 nahm die Tarawa dort an Übungsmissionen teil.
Am 13. August 1977 lief sie in den Long Beach Naval Shipyard ein, wo sie für die Einsatzbereitschaft ausgerüstet wurde. Am 15. Juli 1978 ist das Schiff endgültig fertiggestellt worden. Die nächsten viereinhalb Monate wurde mit den auf der Tarawa stationierten Marineinfanteristen trainiert. Seit dem 1. Dezember 1978 lag die Tarawa einsatzbereit in ihrem Heimathafen San Diego vor Anker.

## Einsätze
Ihren ersten Einsatz hatte die Tarawa in dem Jahr 1979, bei dem Versuche mit dem senkrechtstartenden Erdkampfflugzeug McDonnell Douglas AV-8 mit Erfolg durchgeführt worden sind und später etwa 400 vietnamesische Flüchtlinge aus dem Südchinesischen Meer gerettet worden sind.
Ihre zweite Mission war 1980. Während ihrer dritten Mission 1983 wurde die Tarawa im Mittelmeer zur Unterstützung der in Beirut, Libanon stationierten United Nations Interim Force in Lebanon eingesetzt. Weitere Einsätze folgten.
Im Dezember 1990 war die Tarawa das Flaggschiff der 13 Schiffe starken amphibischen Unterstützungsflotte der Operation Desert Storm. Sie nahm an der Landungsübung „Sea Soldier IV“ im Januar 1991 teil, die als die Generalprobe für eine Landung in Kuwait galt. Am 24. Februar 1991 landete sie Marineinfanteristen in Saudi-Arabien südlich der kuwaitischen Grenze.
Im Mai 1991 fuhr die Tarawa im Rahmen eines humanitären Einsatzes nach Bangladesch, wo sie Opfern eines Taifuns Reis und eine Wasseraufbereitungsanlage lieferte.
1992 besuchte die Tarawa Hongkong, Singapur, den Persischen Golf, Somalia und Australien.
Im Oktober 2000 gehörte die Tarawa zu dem Unterstützungsverband, welcher der Cole im Hafen von Aden, Jemen, zur Hilfe eilte, wo die Cole infolge eines islamistischen Sprengstoffanschlages schwer beschädigt lag. Der Verband, dem die Tarawa angehörte, half bei der Reparatur und der Versorgung der Besatzung der Cole.

## Nachgeschichte
Am 4. Dezember 2008 fand in San Diego eine feierliche Außerdienststellungszeremonie für die Tarawa statt. Die United States Navy stellte sie am 31. März 2009 offiziell außer Dienst. Seit dem 1. April 2009 gehört die USS Tarawa (LHA-1) der Reserveflotte an.
Seit 2014 gab es Bestrebungen, das Schiff als Museum zu erhalten.
Im Juni 2024 wurde bekannt, dass die Tarawa, ähnlich wie ihr Schwesterschiff die Belleau Wood 2006, bei der RIMPAC Übung 2024 als Zielschiff versenkt werden soll. Am 19. Juli 2024 wurde die Tarawa nördlich von Kauaʻi im Rahmen eines SINKEX versenkt, wobei auch – erstmals während eines solchen Manövers – Tarnkappenbomber des Typs B-2 zum Einsatz kamen.
Laut Aussagen eines Sprechers der dritten Flotte hat eine Northrop B-2 der Air Force dabei geholfen die Tarawa mit dem QUICKSINK System zu versenken, nachdem sie von einem LRASM Seezielflugkörper der NAVY getroffen wurde, welche von einer Boeing F/A-18 abgeschossen wurde. Bei Quicksink handelt es sich um ein auf dem JDAM basierendes Waffensystem mit einem angepassten speziellen Zielsystem für stationäre und bewegliche Seeziele.